# بابسوكيل
بابسوكيل (بالإنجليزية: Papsukkel)‏ كبير وزراء أرباب السماء السومريين، وبالأخص إيا Ea. وهو أيضا رسول الآلهة.